# Planting the Spring Garden
Planting the Spring Garden è un cortometraggio muto del 1912 diretto da William Humphrey.

## Produzione
Il film fu prodotto dalla Vitagraph Company of America.

## Distribuzione
Distribuito dalla General Film Company, il film - un cortometraggio in una bobina - uscì nelle sale cinematografiche statunitensi il 30 dicembre 1912. Nel Regno Unito, venne distribuito il 17 aprile 1913.